# Affenberg

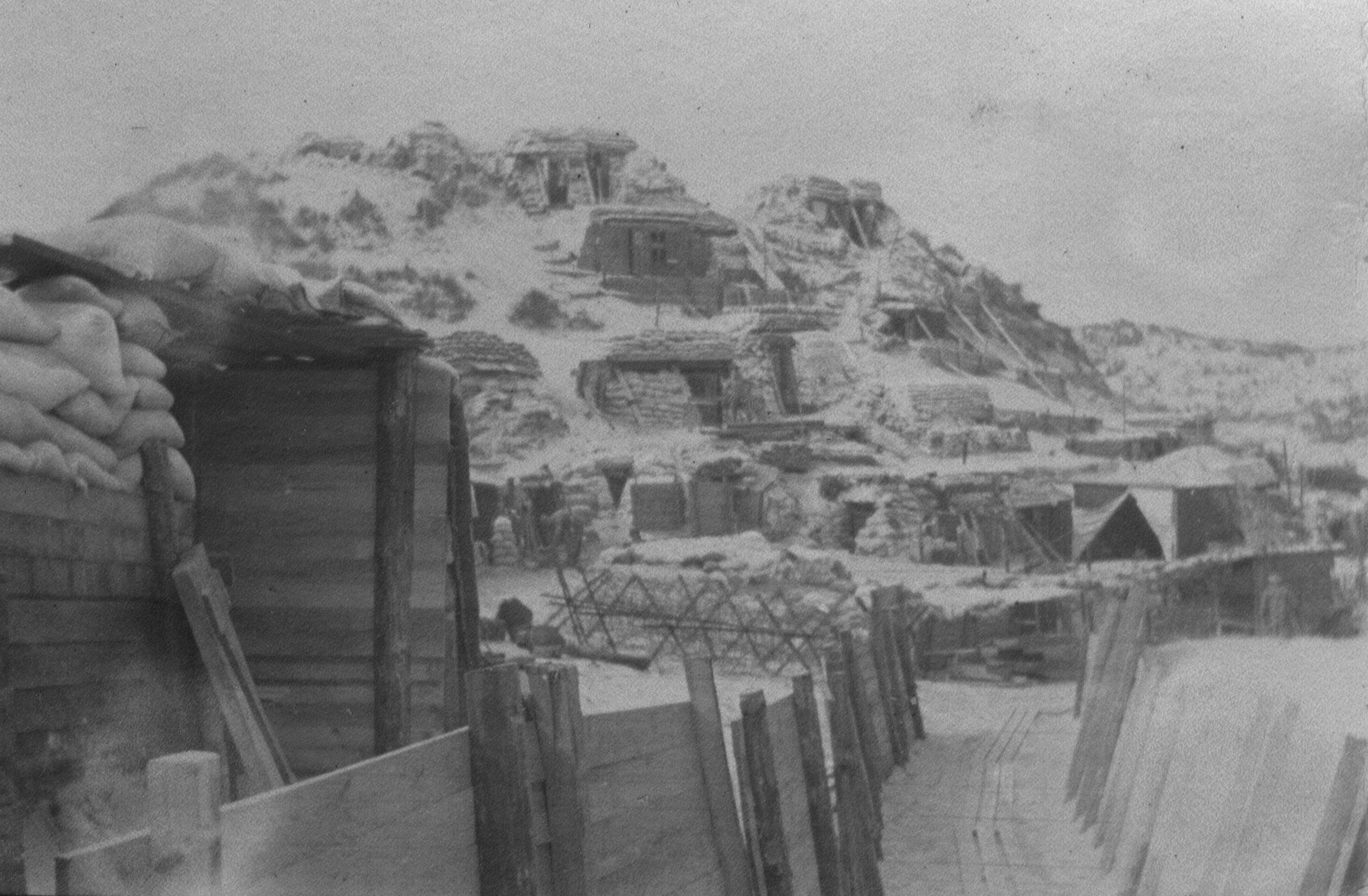
De beruchte Affenberg.

De Affenberg (Duits: Apenberg) is een hoge duintop in Lombardsijde waar de Duitse troepen zich tijdens de Eerste Wereldoorlog hadden ingegraven.

## Bezetting van Lombardsijde

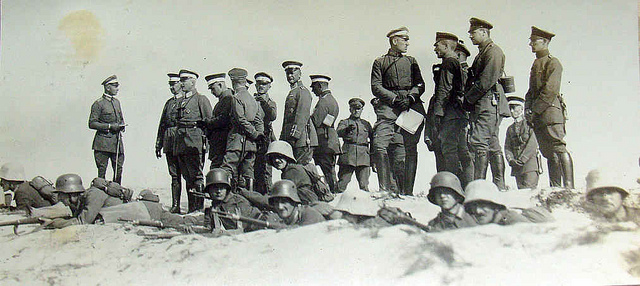
Duitse troepen in stelling tussen Westende en Lombardsijde.

Hoewel de eerste eenheden van het Duitse Marinekorps pas op 21 oktober 1914 in Brugge arriveerden, was het Duitse leger reeds langer actief aan de Belgische Kust. Op 18 oktober namen ze Westende in, iets wat moeilijker lukte bij Lombardsijde.
Op 4 november krijgen delen van de eenheid, het Seebataillon 1 en het 1e Matrosen Regiment, toegang krijgen tot het dorp. Met de hulp van de 38e Landwehr Brigade namen ze ruim 200 Belgische krijgsgevangenen. Door het verlies aan Belgische zijde namen de Fransen het over en zetten een tegenaanval in, echter zonder resultaat waardoor de frontlijnen min of meer behouden bleven. Op 11 november namen de Duitsers het initiatief en slaagden ze er in de Fransen terug te drijven tot aan de IJzer. Begin december volgde er een nieuwe Franse poging met ondersteuning van Britse artillerie en werd een deel van het gebied heroverd. Dit resulteerde in een frontlijn die liep vanaf de Noordzee door wat vandaag het militaire kwartier A14 in Lombardsijde is. 
Op 20 december 1914 liepen de gevechten in deze omgeving tijdelijk af voor het Duitse Marinekorps Flandern, die werden afgelost door manschappen van het XXII Reserve Korps. 
Door het feit dat grote delen van de streek overstroomd waren, was dit een relatief kalme sector. En dat zou zo blijven tot het einde van de oorlog.

## Grande Dune
Het '7e régiment de tirailleurs algériens' kreeg eind december 1914 de opdracht de Grande Dune te veroveren. Op 28ste januari 1915 werd een zoveelste poging ondernomen tot de inname. Drie compagnieën van het bataljon Bataljon Toulet Infanterie en drie van het bataljon Jacquot moesten de 'tranchées du Polder' veroveren, een compagnie van het bataljon Sacquet de 'Grande Dune'. 's Morgens, op 28 januari, brak het voorbereidende geallieerde artillerievuur doeltreffend los. De infanterie Infanterie kon vlot oprukken over de eerste vijandelijke lijn. Daarna werd het moeilijker en kwamen de verraste Duitsers in actie. Hun tegenaanvallen zaaiden dood en verwarring bij de compagnie, die toch stand hield. Het bevel tot terugtrekking bereikte hen niet. De hele dag werden mannen aangevoerd om toch de 'Grande Dune' bezet te houden, maar tevergeefs werd ’s avonds de aftocht geblazen. Het regiment had 121 doden, 206 gewonden en 46 vermisten en werd door marine-fuseliers vervangen. Luitenant Pierre G.T.E.A. Thuret (° Parijs, 1888) was een van de velen die op 28 januari 1915 sneuvelden.

## Affenberg

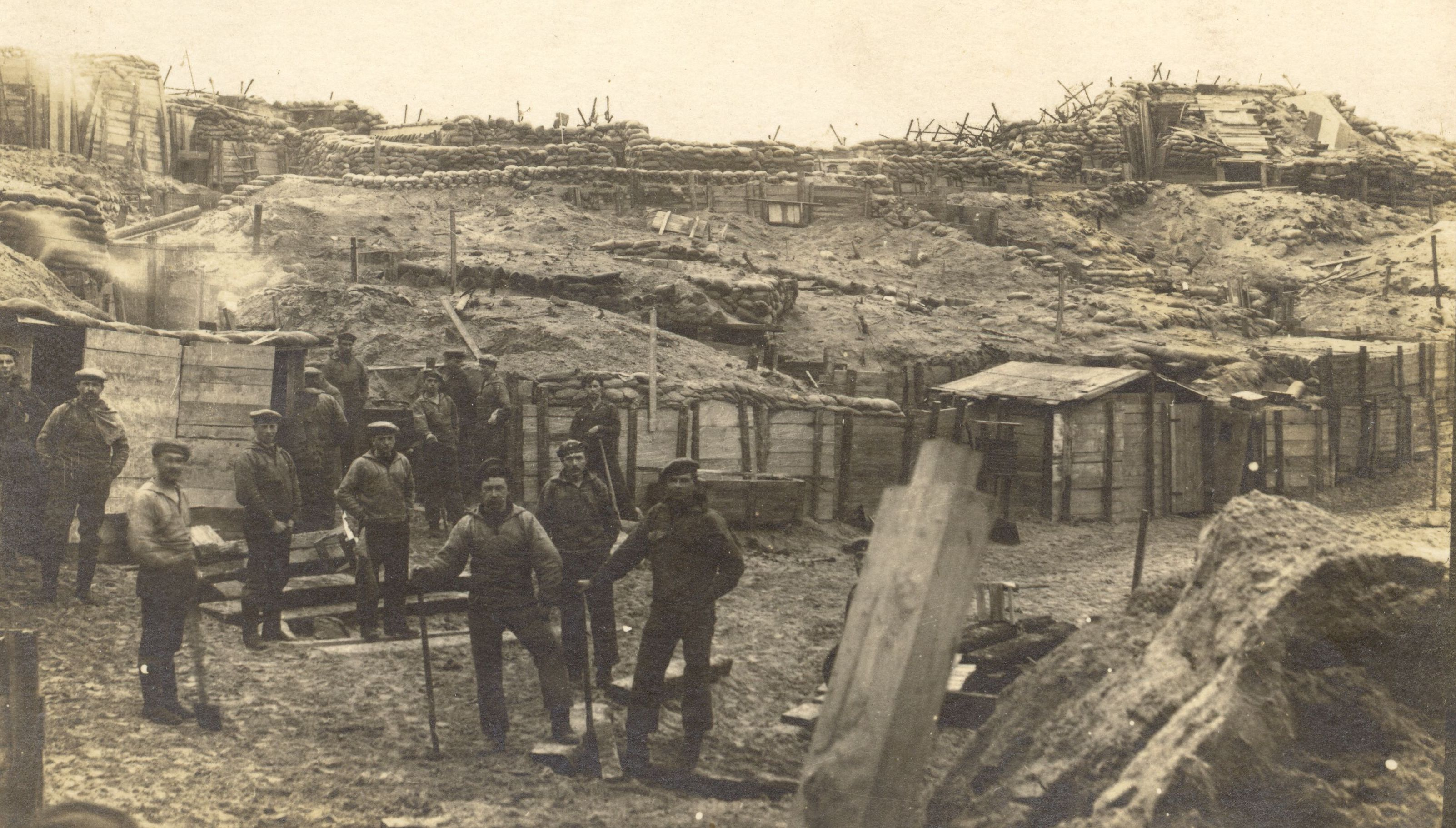
De Hexenkessel.

De stevig versterkte stelling was deel van Duitse Dünenstellung met als meest rechtse uitpost de ‘Seekessel’ gelegen tegen de Noordzee. Onderaan deze Kessel lag een zandduin die op kaarten staat als ‘La Grande Dune’. Ertegenover lag de Hexenkessel (Heksenketel), met vlakbij de beruchte Höhe 17 waar de Duitsers een observatiepost bouwden. Zo’n 200 meter dieper lag de befaamde Affenberg, nu een van de meest gefotografeerde locaties in deze frontregio. De berg was een verzameling van tientallen schuilplaatsen, ingegraven in het duinenzand ter bescherming van de Duitse soldaten. De holen dienden als slaapplaats en opslagruimte en waren verbonden via loopgangen, versterkt met houten schotten, zandzakken en prikkeldraad.
Tijdens de Tweede Wereldoorlog maakte de Affenberg deel uit van de Duitse stelling ‘Ramien’. Vandaag ligt de berg op het militair domein in Lombardsijde.

## Gevechten rond de Affenberg

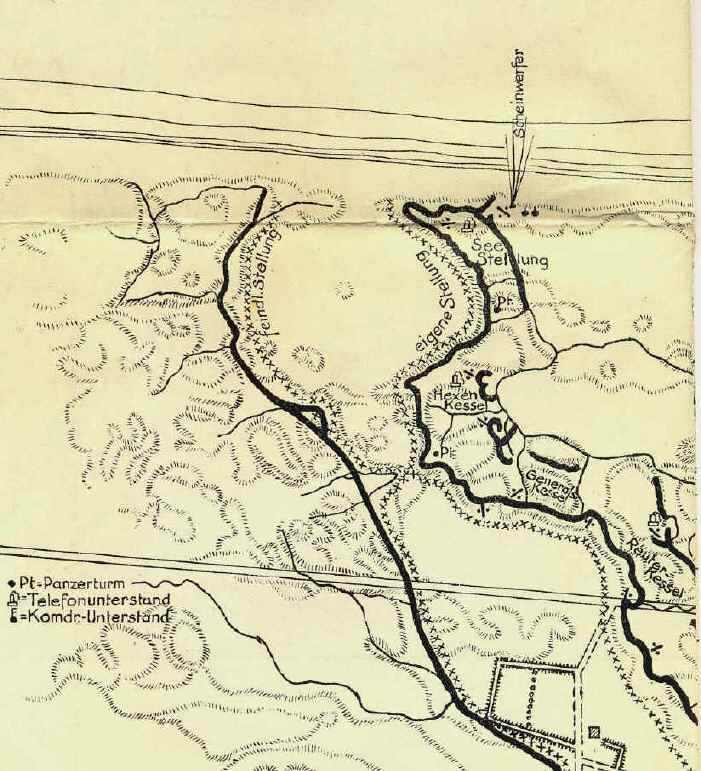
Plattegrond waarop je de Hexenkessel en Seestellung kunt zien.

De bijzonderste gevechten in deze zogenaamde kalme sector op een rijtje. 
- 22 december 1914 - Eerste mislukte aanval van de Fransen op de Grande Dune.
- 24 december en 27 januari 1915 - Inname van de Grande Dune door de Fransen, die niet veel later werden teruggedreven.
- 28 januari - Luitenant Pierre Thuret sneuvelt tijdens een nieuwe aanval.
- 1 en 11 juni - Franse Zoeaven doen een poging om de Hexenkessel te overmeesteren.
- 27 december - De Seestellung wordt hevig bestookt door de Fransen.
- 24 januari 1916 - Mislukte Duitse aanval in het Poldergebied.
- 16 juli - Observatiepost op Höhe 17 zwaar bestookt met Houwitsers.
- 6 oktober - Gasaanval op de Grande Dune.